# Nossa Senhora de Beauraing
Nossa Senhora de Beauraing, também conhecida como a Virgem do Coração de Ouro, é o título relacionado às 33 aparições marianas que ocorreram em Beauraing, província de Namur, Bélgica. Ela teria aparecido entre novembro de 1932 e janeiro de 1933 à cinco crianças com idades de 9 a 15 anos. Após as aparições, diversos peregrinos acorreram à pequena cidade de Beauraing e muitas curas foram por eles reivindicadas. É comemorada pela Igreja Católica em 29 de novembro.

## Aparições
Os jovens que alegaram ter visto as aparições foram Fernande (15), Gilberte (13) e Albert (11), filhos de Hector e Marie-Louise Perpète Voisin. Hector Voisin era balconista de trem. Com eles estavam Andrée (14) e Gilberte (9) Degeimbre, filhas de Degeimbre, a viúva de um fazendeiro.
Na noite de 29 de novembro de 1932, quatro das crianças foram a uma escola conduzida pelas Irmãs da Doutrina Cristã para encontrar Gilberte Voisin e voltar para casa com ela. Quando chegaram à escola, Albert apontou uma senhora vestida com uma longa túnica branca, perto de um viaduto ferroviário logo depois da escola. As outras crianças relataram tê-la visto também. Nas várias semanas seguintes, viram a dama mais trinta e duas vezes, geralmente no jardim da escola do convento. A aparição final foi em 3 de janeiro de 1933.
As crianças relataram que a senhora solicitou a construção de uma capela no local e afirmou que "Eu sou a Virgem Imaculada". Ela também desejou que os peregrinos viessem ao local e pediu às crianças (e a todos) que "orassem, orassem, orassem" e, em uma das últimas visões, revelou seu "Coração de Ouro".

## Aprovação eclesiástica
Em 1935, o bispo de Namur, Thomas-Louis Heylen, nomeou uma Comissão Episcopal para investigar os eventos. O trabalho continuou sob o seu sucessor, o bispo André-Marie Charue. Em 2 de fevereiro de 1943, ele publicou um decreto autorizando devoções públicas a Nossa Senhora de Beauraing. 
A aprovação final para a aparição mariana foi concedida em 1949 com a permissão do Santo Ofício.
Em 1949, em Lowell, Massachusetts, o Comitê Pro Maria foi fundado por Joseph Debergh, OMI, para divulgar a história das 33 aparições de Nossa Senhora em Beauraing. O comitê criou um arquivo de fotografias da história e das atividades relacionadas às aparições, agora abrigadas na Biblioteca Mariana / Instituto Mariano Internacional de Pesquisa.

Após as aparições, os cinco filhos cresceram, se casaram e tiveram uma vida tranquila com suas famílias. O Papa João Paulo II visitou Beauraing em 18 de maio de 1985.